# Eduardo César Gaspar
Eduardo César Daude Gaspar (São Paulo, 1978. május 15. –), ismertebb a becenevén, Edu-ként, brazil labdarúgó, jelenleg a Nottingham Forest sportigazgatója.

## Pályafutás

### Corinthians
Edu a Campeonato Brasileiro-ban kezdte a pályafutását, a nemzet egyik legendás csapatával, a Corinthians-szal. Amíg a Corinthiansban volt, Edu megnyerte az 1998-as és 1999-es Brasileiro bajnokságot, és a 2000-es FIFA klub-világbajnokságot.

### Arsenal
Azután, hogy elhatározta, hogy csatlakozik az Arsenalhoz 2000-ben, az átigazolása elhúzódott, amikor kiderült, hogy hamis portugál útlevelet birtokol. Hónapokkal később, az EU-útlevele módosítása után (az édesapja részéről olasz származása segítségével) aláírt az Arsenalhoz 2001. január 16-án 6 millió fontért. Volt egy zűrzavaros időszaka a kezdetekben, mivel a húga meghalt egy autóbalesetben.
Az Arsenalos debütálása 2001-ben volt, egy gólnélküli döntetlen alkalmával a Leicester City ellen, ahol 15 perc játék után sérülést szenvedett, és ez egy szerencsétlen kezdet volt, csupán négy további mérkőzésen játszott a klubban abban a szezonban.
Sok ember azt hitte, hogy szerencsétlen, mert egy évvel később nem választották be a 2002-es labdarúgó-világbajnokság brazil keretébe, bár a 2001-02-es és a 2002-03-as idényben segédkezett az Arsenalnak csúcsra jutni.
Úgy tűnt, hogy a legjobb szezonja még messze van, a 2003-04-es idényban az Arsenal középpályásaként egy mérkőzésen játszott, az olasz Serie A-ban szereplő Internazionale elleni 5-1-es Arsenal vereség alkalmával.
Edut ezután a csatárposztra rakták, reménykedve, hogy az Angol válogatottban játszik a világbajnokságon (mivel brit állampolgársághoz jutott), és nem volt hajlandó elfogadni a helyét Brazíliában. Ezt törölték áprilisban, mivel játszott Chile ellen, és utólagosan nevezték a 2004-es Copa Américára.
Elérte a századik fellépését az Arsenalban a 2003-04-es szezonban és állandó tagnak tűnt a klubban, és egyre inkább nyilvánvalóvá vált, hogy nem fogja elhagyni a csapatot a 2004-05-ös szezon vége előtt, ameddig a szerződése tart.
Edu vegyes szerencsét élvezett a 2004-05-ös idényben. A szezonkezdetet kihagyta, mert a Copa Americán volt a brazilokkal, és ezután küzdött a helyért a csapatban, a tinédzser Cesc Fàbregas erős formája miatt. Ezt követte az elmélkedés a jövője felett a klubjában, mivel az Arsenalos szerződése utolsó évében volt. Tárgyalt a spanyol Valenciával 2005 januárjában, de a Mestalla-ban nem volt lehetőség kifizetni az Arsenalnak az átigazolási díjat. 2005 májusában bebizonyosodott, hogy el fogja hagyni az Arsenalt a nyáron a Bosman-szabály értelmében ingyen. A Valencia, a Juventus, az Internazionale és a Barcelona volt az esélyes Edu aláírásáért, és május 30-án a Valencia bejelentette, hogy  ötéves  egyezséget írt alá vele. Mielőtt elhagyta az Arsenalt, szerzett egy büntetőgólt az Arsenal Everton feletti 7-0-s győzelmekor, ami jó emlék volt a klubnál. Röviddel az aláírás után Edu elszenvedett egy szezon előtti sérülést, ami távol tartotta őt az első csapattól 2006. április 4-éig, amikor bemutatkozott az 5-3-as győzelem alkalmakor a Cádiz felett.

## Játékos-pályafutása után
2011. március 17-én a Corinthians bejelentette, hogy Edu veszi át William Machadótól a klub futballigazgatói posztját. Emellett segítette Carlos Queiroz iráni válogatottját a 2014-es labdarúgó-világbajnokságon. 2016 és 2019 között a brazil válogatott általános koordinátora volt.
2019. július 9-én bejelentették, hogy Edu lett az Arsenal első technikai igazgatója. A klub futballigazgatója, Raul Sanllehi a következőt nyilatkozta a kinevezés után: „Nagyon izgatottak vagyunk, hogy Edu csatlakozik a csapathoz. Nagy tapasztalattal és technikai futballtudással rendelkezik, és ami a legfontosabb, egy igazi Arsenal-ember. Megérti a klubot és azt, amit mi képviselünk.”
2025 nyarán elhagyta a klubot, hogy a Nottingham Forestnél vegye át a sportigazgatói posztot.

## Családja
A feleségével, Paula-val él, és két fiatal gyerekük van, a fia Luigi és a lánya, Eduarda.